# Logroñés Club de Fútbol
El Logroñés Club de Fútbol és un club de futbol de la ciutat de Logronyo a La Rioja.

## Història
El Logroñés Club de Fútbol va néixer l'any 2000 amb el nom de Club Deportivo Recreación de La Rioja. La temporada 2003-04, coincidint amb el seu debut a Segona B, decidí canviar de nom adoptant el de Logroñés CF. Aquest canvi de nom provocà que el club acudís als jutjats, ja que un altre club de la ciutat, el Club Deportivo Logroñés, s'hi oposava. Aquest canvi de nom coincidí amb una crisi econòmica del CD Logroñés, i l'intent del Logroñés CF d'esdevenir el primer club de la ciutat.
L'equip vestia samarreta i pantalons grana, fins a l'any 2005 en què adoptà uns colors vermells i blancs molt similars als del seu rival ciutadà. A més, ambdós clubs comparteixen l'estadi de Las Gaunas, amb capacitat per a 16.000 espectadors.

## Palmarès
- Sense títols destacats.